# Furongite
La furongite è un minerale.